# NGC 530
NGC 530 je galaksija u zviježđu Kit.

## Vanjske poveznice
- SEDS: NGC 0530